# إدي بريغز
إدي بريغز (بالإنجليزية: Eddie Briggs)‏ هو محامي وسياسي أمريكي، ولد في 1950. حزبياً، نشط في الحزب الجمهوري. وقد انتخب عضو مجلس ولاية مسيسيبي.